# Парламентские выборы в Кувейте (декабрь 2012)
Досрочные выборы в парламент Кувейта были проведены 1 декабря 2012 после того, как итоги досрочных выборов февраля 2012 года были признаны недействительными.
Явка избирателей составила 40,3 % — самый низкий показатель в истории выборов Кувейта. Оппозиция заявила о более низкой явке в 26,7 % после того, как десятки тысяч людей объявили бойкот выборов. Эти протесты были частью более широких волнений, имеющих место в Кувейте с февраля 2011 года. Шафик Габра, профессор факультета политических наук в Университете Кувейта сказал: «ясно, что бойкот был очень успешным». Оппозиция отвергла односторонние изменения закона о выборах, снизившие число голосов на 1 человека с 4 до 1.
Из-за бойкота выборов оппозиция, состоящая из исламистов и либералов, не будет иметь представителей в 50-местном парламенте Кувейта. Массовый бойкот выборов стал большим ударом по попыткам Кувейта представляться более демократичным, нежели соседние страны.

## Итоги
В Кувейте политические партии вне закона. Все кандидаты баллотировались как независимые.
Шиитские меньшинства Кувейта получили 17 из 50 мест в парламенте. Это первый раз, когда они получили более ⅓ мест (на аннулированных февральских выборах они получили 7 мест). Сунниты стали меньшинством по сравнению с предыдущими выборами 2009 года, на которых они получили 23 места. В парламент также вошли 3 женщины (на февральских выборах не вошло ни одной), но их число снизилось по сравнению с выборами 2009 года.
5 декабря, несмотря на призывы к политическим реформам, Джабер аль-Мубарак аль-Хамад ас-Сабах был вновь назначен премьер-министром. К 16 декабря ему нужно сформировать правительство.